# Brigadas de Navarra
Las Brigadas de Navarra fueron seis unidades militares compuestas principalmente por requetés navarros que participaron en la guerra civil española. Constituyeron el núcleo principal del Ejército nacional que llevó a cabo la ofensiva de Vizcaya, incluyendo la decisiva conquista de Bilbao. Las Brigadas de Navarra han sido definidas como una fuerza de choque equivalente, por su valor y rendimiento, al Ejército de África.

## Orígenes y formación
Tras el triunfo del alzamiento del 18 de julio de 1936 en Navarra, fundamentalmente gracias al componente carlista, los tercios de requetés alzados fueron sometidos a la estructura del Ejército. Mientras se libraba la batalla de Madrid y el frente del norte estaba inactivo tras la Campaña de Guipúzcoa, las fuerzas sublevadas iban siendo reorganizadas y entrenadas.
El 6 de diciembre de 1936 el General Mola dispuso que la VI División del Ejército sublevado se dividiera en dos Agrupaciones: la primera cubriría todo el frente vasco desde Ondárroa a Orduña y la segunda desde este punto a los límites de las provincias de León y Palencia. Las fuerzas de la primera Agrupación, al mando del General Solchaga, se transformarían en las Brigadas de Navarra. Los tercios de requetés de Montejurra, Roncesvalles y Zumalacárregui constituyeron la I Brigada. En conjunto, las Brigadas incluirían 13 Tercios de requetés y 7 banderas de Falange, además de doce batallones de Infantería.

## Historial de operaciones

### Ofensiva de Vizcaya
La orden de operaciones para la conquista de Bilbao se preparó en el Estado Mayor de las Brigadas de Navarra por el Teniente Coronel Juan Vigón. Vizcaya y el norte representaban la mayor parte de la industria pesada española y su ocupación permitiría cerrar uno de los frentes, por lo que sería decisiva para la victoria en la guerra de los nacionales. En la primavera de 1937 el ejército rebelde había ido aumentando su potencial bélico. El plan del General Mola consistía en cortar el País Vasco en una línea sureste-noroeste con las cuatro Brigadas de Navarra, tropas italianas de apoyo y una importante fuerza aérea de más de cien aviones Heinkel 51 y Fiat CR 32 que se hallaba concentrada en Vitoria.
A las órdenes de Solchaga, las brigadas de Navarra I, IV y parte de la V, mandadas por los coroneles García Valiño, Alonso Vega y Rafael Latorre Roca, respectivamente, comenzaron la ofensiva el 31 de marzo de 1937. Al inicio de la ofensiva, las cuatro primeras Brigadas de Navarra estaban integradas por un total de 27.914 hombres encuadrados en 32 batallones. En total, los alzados sumaban algo más de 50.000 hombres. Por su parte, la defensa republicana, dirigida por el General Llano de la Encomienda, contaba con 150.000 hombres entre las tres provincias de Vizcaya, Santander y Asturias, con una notable masa de artillería (350 bocas), un regimiento de carros de combate y abundante munición y armamento. La compenetración entre las fuerzas de infantería y la artillería mandada por el coronel Carlos Martínez de Campos, además de la cobertura aérea de la Legión Cóndor alemana, la Aviación Legionaria italiana y la Aviación Nacional, sería clave para el éxito de los atacantes.
El 11 de junio de 1937 las brigadas I, V y VI llegaron a las alambradas del trincherón del cinturón de hierro bajo fuerte protección aérea y de artillería. Al día siguiente logran romper las líneas enemigas en combinación de bombarderos y baterías. La Legión Cóndor había dejado caer cien toneladas de bombas que obligan al enemigo a replegarse. Los requetés logran coronar el Urrusti, levantando la bandera bicolor en medio de un gran alborozo. Esta acción desmoraliza a los defensores de Bilbao y permite avanzar a los navarros de forma incontenible, en flecha y en zigzag, desconcertando al enemigo.
En coordinación con Solchaga, el General Dávila manda un doble envolvimiento de Bilbao, que obliga al general republicano Gamir a ordenar la destrucción de los puentes sobre la ría. El Lehendakari Aguirre celebra un consejo de guerra con Gamir y el asesor soviético Gorev y se acuerda la defensa a toda costa de la capital vizcaína. En un intento de frenar el avance nacional, el 12 de junio los gubernamentales realizan una ofensiva en el frente de Huesca, que fracasa.
La mañana del 19 de junio de 1937 las brigadas I y IV avanzan hacia la ría de Bilbao, mientras que la V desborda los altos de Archanda y se descuelga por Begoña y Deusto sobre el Arenal. El General Gamir y su Estado Mayor ordenan la retirada y los nacionales toman Bilbao, logrando capturar ocho batallones de los nacionalistas vascos.
La toma de Bilbao decantó de manera decisiva la balanza del lado de las tropas nacionales. Asimismo supuso una gran victoria moral y propagandística para los requetés, que evocaron el recuerdo del General Zumalacárregui, muerto en el asedio de la villa cien años antes, durante la Primera Guerra Carlista. El 20 de junio el general Franco llegó a Bilbao, donde fue recibido por Solchaga.

### Ofensiva del Cantábrico
Tras la conquista de Vizcaya, las Brigadas navarras actuaron en la Campaña del Cantábrico y la batalla de Santander. 
Desde el frente de Santander, las brigadas IV y V acudirían a la batalla de Brunete por orden del General Varela para intentar aligerar la presión sobre la guarnición franquista. La llegada de las tropas navarras obligó a los republicanos a detener su ataque y a retirarse a sus posiciones del río Guadarrama.
El 5 de septiembre de 1937, la I Brigada de Navarra formaría las avanzadillas de los nacionales en la Campaña de Asturias, chocando contra una feroz resistencia republicana en el paso montañoso de El Mazuco. Ese día día se iniciaría la batalla de El Mazuco. Son varias unidades del XIV Cuerpo de Ejército de Galán las que se encuentran luchando en este sector, entre ellos el veterano Batallón Isaac Puente. Tras una tenaz resistencia republicana, las fuerzas nacionales pudieron eliminar las defensas republicanas tras muchos días de combate y el 22 de septiembre las últimas tropas republicanas debieron retroceder, dejando abierta una vía de entrada a Asturias para los nacionales. Las tropas navarras se hicieron con El Mazuco tras treinta y tres días de duros combates.
El 21 de octubre de 1937 la IV Brigada de Navarra tomó los últimos bastiones republicanos de Avilés y de Gijón, donde redujeron los nidos de resistencia de los soldados republicanos que no pudieron ser evacuados. Cuando las tropas nacionales ocuparon finalmente Gijón se encontraron con una "visión dantesca" del puerto por la cantidad de buques hundidos o semihundidos que había en él. Para el 27 de octubre de 1937 toda Asturias estaba en poder del ejército nacional, poniéndose fin así a la Campaña del Norte iniciada siete meses antes. Concluida la Ofensiva del Norte, Franco ordena una reorganización de sus fuerzas. Las Brigadas de Navarra se convertirían en Divisiones que integrarían el Cuerpo de Ejército de Navarra.

### Crímenes durante la guerra
Con el respaldado de pruebas forenses y documentales, se atribuye a dos compañías del IV Batallón de Montaña Arapiles n.º 7, entonces perteneciente a la VI Brigada de Navarra y compuesto por soldados regulares, el asesinato de 17 enfermeras del Hospital Psiquiátrico del Monasterio de Valdediós (Villaviciosa, Asturias), y la hija de una de ellas de 15 años en la madrugada del 27 y 28 de octubre de 1937. De acuerdo con  testimonios orales, las víctimas fueron previamente violadas y obligadas a cavar su propia fosa común.
El 5 de noviembre de 1937, la IV Brigada al mando de Camilo Alonso Vega, permitió que una partida de falangistas trasladase a 18 vecinos procedentes de Siero, Oviedo y Noreña (la mayoría de entre 20 y 30 años), desde palacio del Rebollín donde estaban detenidos hasta San Miguel de la Barreda, lugar de Siero, donde fueron fusilados en la madrugada y arrojados a dos pozos.

## Mandos
| Comandantes         |         |                                                                               |
| Unidad              | Rango   | Nombre                                                                        |
| Brigadas de Navarra | General | José Solchaga Zala                                                            |
| I Brigada           | Coronel | José Los Arcos Fernández Rafael García Valiño                                 |
| II Brigada          | Coronel | Pablo Cayuela Ferreira Agustín Muñoz Grandes                                  |
| III Brigada         | Coronel | Rafael Latorre Roca                                                           |
| IV Brigada          | Coronel | Camilo Alonso Vega                                                            |
| V Brigada           | Coronel | Juan Bautista Sánchez González                                                |
| VI Brigada          | Coronel | Maximino Bartomeu González-Longoria Miguel Abriat Cantó Helí Rolando de Tella |

### Pie de página
1. 1 2  de la Cierva, 1996, p. 226.
2. ↑  Tuñón de Lara, 1985, p. 232.
3. ↑  Aznar, 1940, p. 337.
4. ↑  Nagore, 2002, p. 24.
5. ↑  Payne, 1996, p. 127.
6. ↑  Aróstegui, 2013, pp. 830-831.
7. ↑  Paniagua, 1991, p. 526.
8. ↑  de la Cierva, 2003, p. 705.
9. ↑  Tuñón de Lara, 1966, p. 589.
10. ↑  de la Cierva, 1973, p. 4.
11. ↑  de la Cierva, 2004, p. 604.
12. ↑  de la Cierva, 2004, p. 603.
13. ↑  de la Cierva, 2004, p. 471.
14. ↑  de la Cierva, 1996, p. 634.
15. ↑  Blanco Escolá, 2000, pp. 383.
16. ↑  Solé i Sabaté y Villarroya, 2003, pp. 96-97.
17. ↑  Aróstegui, 1997, p. 101.
18. ↑  «Copia archivada». Archivado desde el original el 27 de julio de 2021. Consultado el 1 de marzo de 2017.
19. ↑  http://www.sc.ehu.es/scrwwwsr/Medicina-Legal/valdedios/valdedio.htm
20. ↑  Manuel Solórzano Sánchez y Jesús Rubio Pilarte "Valdediós in memoriam". Congreso de Historia de la Enfermería. Granada . 2004
21. ↑  https://www.google.com/search?q=fusilamientos+San+Miguel+de+la+Barreda&oq=fusilamientos+San+Miguel+de+la+Barreda&aqs=chrome..69i57j69i60.15958j0j4&sourceid=chrome&ie=UTF-8
22. ↑  Aróstegui, 2013, pp. 684-704.